# Aurospio banyulensis
Aurospio banyulensis är en ringmaskart. Aurospio banyulensis ingår i släktet Aurospio och familjen Spionidae. Inga underarter finns listade i Catalogue of Life.